# سيلاس إل. كوبلاند
سيلاس إل. كوبلاند (بالإنجليزية: Silas L. Copeland)‏ هو عسكري أمريكي، ولد في 2 أبريل 1920 في تكساس في الولايات المتحدة، وتوفي في 4 ديسمبر 2001 في كونروي في الولايات المتحدة.